# Standing NATO Mine Countermeasures Group 1

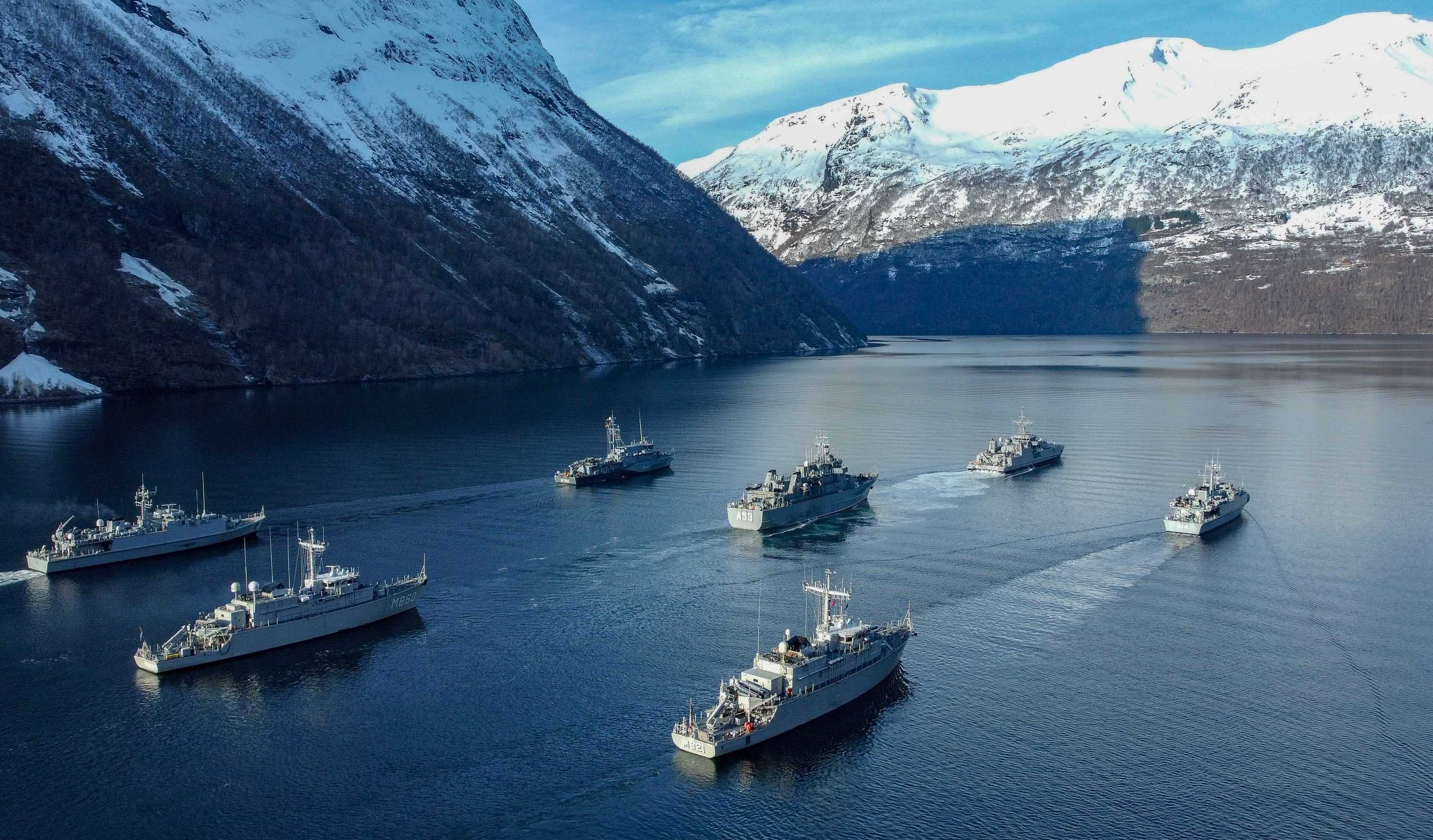
Vaisseau du groupe permanent de lutte contre les mines de l'OTAN en Norvège.

Le Standing NATO Mine Countermeasures Group 1 (Groupe permanent de lutte contre les mines de l'OTAN 1 - SNMCMG1) est une force de réaction immédiate contre les mines gérée par l'Organisation du traité de l'Atlantique nord (OTAN).

## Historique
Lors de sa création à Ostende le 11 mai 1973, l'unité s'appelle initialement Standing Naval Force Channel (STANAVFORCHAN).
STANAVFORCHAN et sa force sœur, la Force antimines de la Méditerranée (en) (MCMFORMED), sont chargées en juin 1999 d'opérer dans la mer Adriatique pour déminer les munitions larguées lors de l'opération Allied Force. La force combinée comprend 11 chasseurs de mines et dragueurs de mines ainsi qu'un navire de soutien. L'opération, baptisée Allied Harvest, débute le 9 juin 1999. Les activités de recherche commencent trois jours plus tard et durent 73 jours. Au total, 93 pièces de munitions sont localisées et déblayées dans les neuf zones qui couvrent 3570 km2.
À partir du 3 septembre 2001, elle prend le nom de Force de contre-mesures antimines de l'Europe du Nord-Ouest (MCMFORNORTH) et à partir du 1er janvier 2005, elle devient le Groupe permanent de lutte contre les mines de l'OTAN 1.

## Navires actuels
Depuis le 20 septembre 2020, la force se compose de:
- (Vaisseau amiral) Dragueur de mines de classe Vidar (en), Jotvingis
- Chasseur de mines de classe Sandown, EML Admiral Cowan
- Chasseur de mines de classe Oksøy (en), HNoMS Måløy
- Chasseur de mines de classe Frankenthal, Groemitz
- Chasseur de mines de classe Tripartite, HNLMS Schiedam
- Chasseur de mines de classe Tripartite, Lobelia
- Chasseur de mines de classe Tripartite, Imanta (en)